# Combat de Korneuburg
Campagne d'Allemagne et d'Autriche
Batailles
Campagne d'Allemagne et d'Autriche
- Sacile
- Teugen-Hausen
- Raszyn
- Abensberg
- Landshut
- Eckmühl
- Ratisbonne
- Neumarkt
- Radzymin (en)
- Caldiero
- Dalmatie
- Ebersberg
- Piave
- Malborghetto
- Linz (en)
- Essling
- Sankt Michael
- Stralsund
- Raab
- Gratz
- Wagram
- Korneuburg
- Stockerau
- Gefrees (en)
- Hollabrunn
- Schöngrabern (en)
- Znaïm
- Ölper

Batailles navales
- Martinique
- Sables-d'Olonne
- Île d'Aix
- Walcheren
- Lissa
- Pelagosa

Campagne de l'île Maurice
- Sainte-Rose
- Saint-Paul
- Île Bonaparte
- Grand Port
- Île de France
- Tamatave

Campagne d'Espagne
Rébellion du Tyrol
Le combat de Korneuburg se déroule le 7 juillet 1809 à Korneubourg en Autriche et oppose le VIe corps d'armée autrichien du général Johann von Klenau à une partie du IVe corps français de la Grande Armée sous les ordres du général Claude-Juste-Alexandre Legrand. Cet affrontement relativement mineur se solde par une victoire française. 

## Contexte et déroulement du combat
À la suite de la victoire française à la bataille de Wagram la veille, le commandant en chef de l'armée impériale et royale, l'archiduc Charles-Louis d'Autriche-Teschen, se retire en bon ordre en direction de la Bohême. Dans le même temps, il ordonne au général Johann von Klenau, à la tête d'une force de 18 000 hommes et 64 canons du VIe corps, de retarder la poursuite française menée par le IVe corps français du maréchal André Masséna. L'avant-garde de Masséna, placée sous le commandement du général Claude-Juste-Alexandre Legrand, comprend la 1re division du IVe de Legrand, la cavalerie du général Jacob François Marulaz et les cuirassiers de la 2e division de grosse cavalerie du général Raymond Gaspard de Bonardi de Saint-Sulpice, pour un total de 13 000 hommes et 24 canons. 
Les troupes françaises entrent en contact avec l'arrière-garde autrichienne le 7 juillet près du village de Korneubourg, à environ 19 km au nord-ouest de Vienne. À l'issue d'un bref combat, les Français percent les lignes de Klenau qui doit rapidement ordonner la retraite. Les pertes françaises se montent à environ 350 tués ou blessés ; celles des Autrichiens ne sont pas connues avec précision mais s'élèvent au moins à 300 prisonniers.